# Siège de Kaganoi
Le siège de Kaganoi de 1584 est une des dernières batailles menées par Toyotomi Hideyoshi dans son entreprise de conquêtes de terres et du pouvoir d'Oda Nobunaga, mort lors de l'incident du Honnō-ji deux ans auparavant. Oda Nobukatsu est le plus important des proches de Nobunaga à s'opposer à Hideyoshi dans cette quête.
Hideyoshi bombarde la forteresse d'Oda Nobukatsu à Kaganoi et s'en empare peu après.

## Source de la traduction
- (en) Cet article est partiellement ou en totalité issu de l’article de Wikipédia en anglais intitulé « Siege of Kanagoi » (voir la liste des auteurs).